# Novooleksándrivka (Jersón)
Novooleksándrivka (en ucraniano: Новоолександрівка) es un pueblo ucraniano perteneciente al óblast de Jersón. Situado en el sur del país, forma parte del raión de Berislav y centro del municipio (hromada) homónimo.   

## Toponimia
El nombre del lugar en ruso es Novoaleksándrovka (en ruso: Новоалександровка).

## Geografía
Novooleksándrivka se encuentra a orilla del río Skotovata en una bahía en el embalse de Kajovka, unos 120 km al noreste de Jersón.

## Historia
El pueblo fue fundada oficialmente en 1924 por colonos de la gobernación de Kostromá y formó parte del raión de Kachkarivka. Al sureste, en la orilla del embalse, se encuentran los restos de un castillo perteneciente a la familia Falz-Fein. 
Novooleksándrivka estuvo ocupado por Rusia desde marzo de 2022 en el marco de la invasión rusa de Ucrania hasta el 3 de octubre de 2022.

## Demografía
La evolución de la población de Novooleksándrivka entre 1989 y 2001 fue la siguiente:
| 1331                                                          | 1335 |
| (Fuente: Cities & Towns of Ukraine y UKRAINE: Größere Städte) |      |

Según el censo de 2001, la lengua materna de la mayoría de los habitantes, el 94,84%, es el ucraniano; del 4,32% es el ruso.